# Sankt Johann in der Haide
Sankt Johann in der Haide mit 2.265 Einwohnern (Stand 1. Jänner 2024) ist eine Gemeinde im Gerichtsbezirk Fürstenfeld und im politischen Bezirk Hartberg-Fürstenfeld in der Steiermark in Österreich.

## Geografie
Sankt Johann in der Haide liegt etwa vier Kilometer östlich der Bezirkshauptstadt Hartberg am Lungitzbach. Die Gemeinde befindet sich am Ostrand des oststeirischen Hügellandes und reicht im Osten bis zur Grenze zum Burgenland, die in diesem Bereich von der Lafnitz gebildet wird.
Während der Lungitzbach und die Lafnitz die Gemeinde in ihrer östlichen Hälfte durchfließen, wird der westliche Teil von den Zuflüssen des Hartberger Safens entwässert. Hinsichtlich der Bevölkerungsverteilung wird die Gemeinde durch den Lungitzbach in zwei Hälften geteilt: Westlich davon befinden sich nahezu alle Siedlungen, während das Gebiet östlich des Lungitzbaches überwiegend bewaldet ist (Ghartwald).

### Gemeindegliederung
Die Gemeinde besteht aus drei Katastralgemeinden (Fläche Stand 31. Dezember 2023):
- Schölbing (595,78 ha)
- St. Johann in der Haide (1.068,47 ha)
- Unterlungitz (689,2 ha)

Das Gemeindegebiet umfasst sieben Ortschaften (Einwohner Stand 1. Jänner 2024):
- Altenberg (438)
- Klaffenau (21)
- Mitterberg (58)
- Sankt Johann in der Haide (910)
- Schölbing (445) mit Eden und Katzengreith
- Steinbüchl (14)
- Unterlungitz (379) mit Maierhofermühle

### Eingemeindungen
Die ehemals selbständigen Gemeinden Altenberg, Schölbing und Unterlungitz wurden am 1. Jänner 1969 eingemeindet.

### Nachbargemeinden
Zwei der sieben Nachbargemeinden liegen im Bezirk Oberwart (OW; Burgenland).

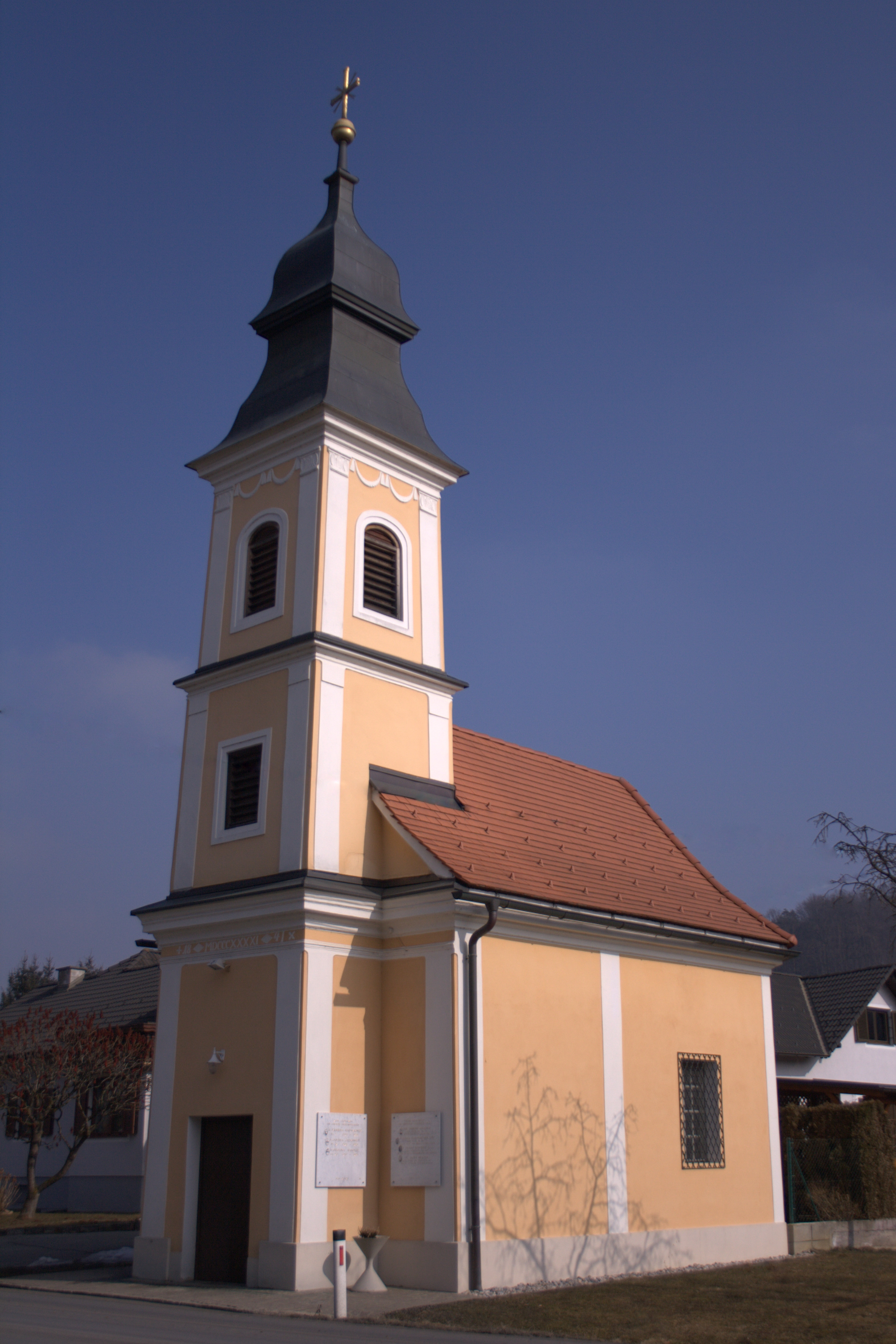
Die Ortskapelle in Unterlungitz

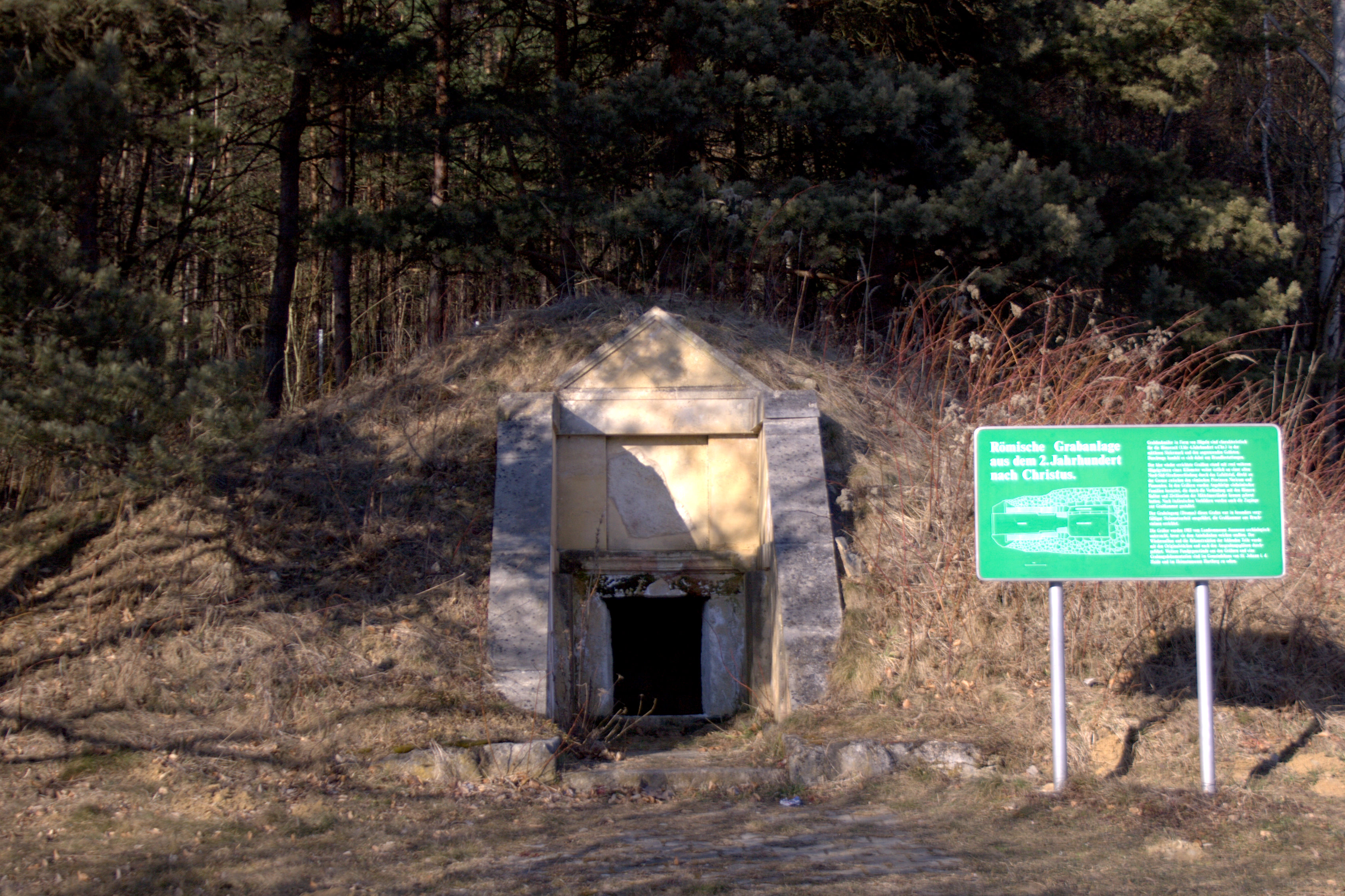
Hügelgrabanlage in St. Johann

| Grafendorf bei Hartberg | Lafnitz                                     |                   |
| Hartberg                | Kompassrose, die auf Nachbargemeinden zeigt | Markt Allhau (OW) |
| Buch-St. Magdalena      | Rohr bei Hartberg                           | Wolfau (OW)       |

### Klima
|                        | Jan  | Feb  | Mär  | Apr  | Mai  | Jun  | Jul  | Aug  | Sep  | Okt  | Nov | Dez  |   |      |
| Mittl. Temperatur (°C) | −0,9 | 0,7  | 4,8  | 9,5  | 14,6 | 17,6 | 19,6 | 19,0 | 14,7 | 9,7  | 3,8 | 0,0  | ⌀ | 9,5  |
| Mittl. Tagesmax. (°C)  | 3,2  | 5,6  | 10,2 | 15,3 | 20,3 | 23,2 | 25,4 | 25,0 | 20,4 | 15,0 | 7,8 | 3,5  | ⌀ | 14,6 |
| Mittl. Tagesmin. (°C)  | −3,8 | −2,6 | 0,9  | 5,1  | 9,8  | 12,7 | 14,6 | 14,4 | 10,7 | 6,4  | 1,2 | −2,5 | ⌀ | 5,6  |
|                        |      |      |      |      |      |      |      |      |      |      |     |      |   |      |
| Niederschlag (mm)      | 21   | 22   | 33   | 44   | 83   | 106  | 94   | 100  | 74   | 58   | 46  | 34   | Σ | 715  |

| −3,8 |

| −2,6 |

| 0,9 |

| 5,1 |

| 9,8 |

| 12,7 |

| 14,6 |

| 14,4 |

| 10,7 |

| 6,4 |

| 1,2 |

| −2,5 |

| −3,8 |

| −2,6 |

| 0,9 |

| 5,1 |

| 9,8 |

| 12,7 |

| 14,6 |

| 14,4 |

| 10,7 |

| 6,4 |

| 1,2 |

| −2,5 |

## Geschichte
Sankt Johann in der Haide wurde erstmals im Jahre 1147 als Rudigersdorf erwähnt. Der damalige Gemeindename erinnert daran, dass Markgraf Leopold der Starke seinem Ministerialen Rudiger um 1128/29 ein Gut im Gemeindegebiet schenkte, dessen Land das spätere Gemeindegebiet umfasste. Da das Land vollständig bewaldet war, musste es erst gerodet werden, bevor die planmäßige Dorfgründung erfolgte. Der Wald östlich der Siedlung wurde zur „Grenzbefestigung“ stehen gelassen und ist bis heute als Ghartwald erhalten geblieben.
Erst im 15. Jahrhundert übernahm das Dorf den heutigen Namen des heiligen Johann. Der Zusatz „in der Haide“ bedeutet nicht Heide, sondern Wald, da er vom Begriff „Hart“ – mundartlich „Hoad“ – abgeleitet ist.
Schon in der Römerzeit war das heutige Gemeindegebiet ein Grenzgebiet, da hier die Grenze zwischen den Provinzen Noricum und Pannonia verlief. Bis 1921 war die heutige Grenze zwischen der Steiermark und dem Burgenland die Staatsgrenze zwischen Österreich und Ungarn. Dies führte dazu, dass das Dorf häufig Opfer von kriegerischen Auseinandersetzungen wurde. Im Hochmittelalter wurde es von den Ungarn heimgesucht, später von den Türken, Haiducken und Kuruzen.

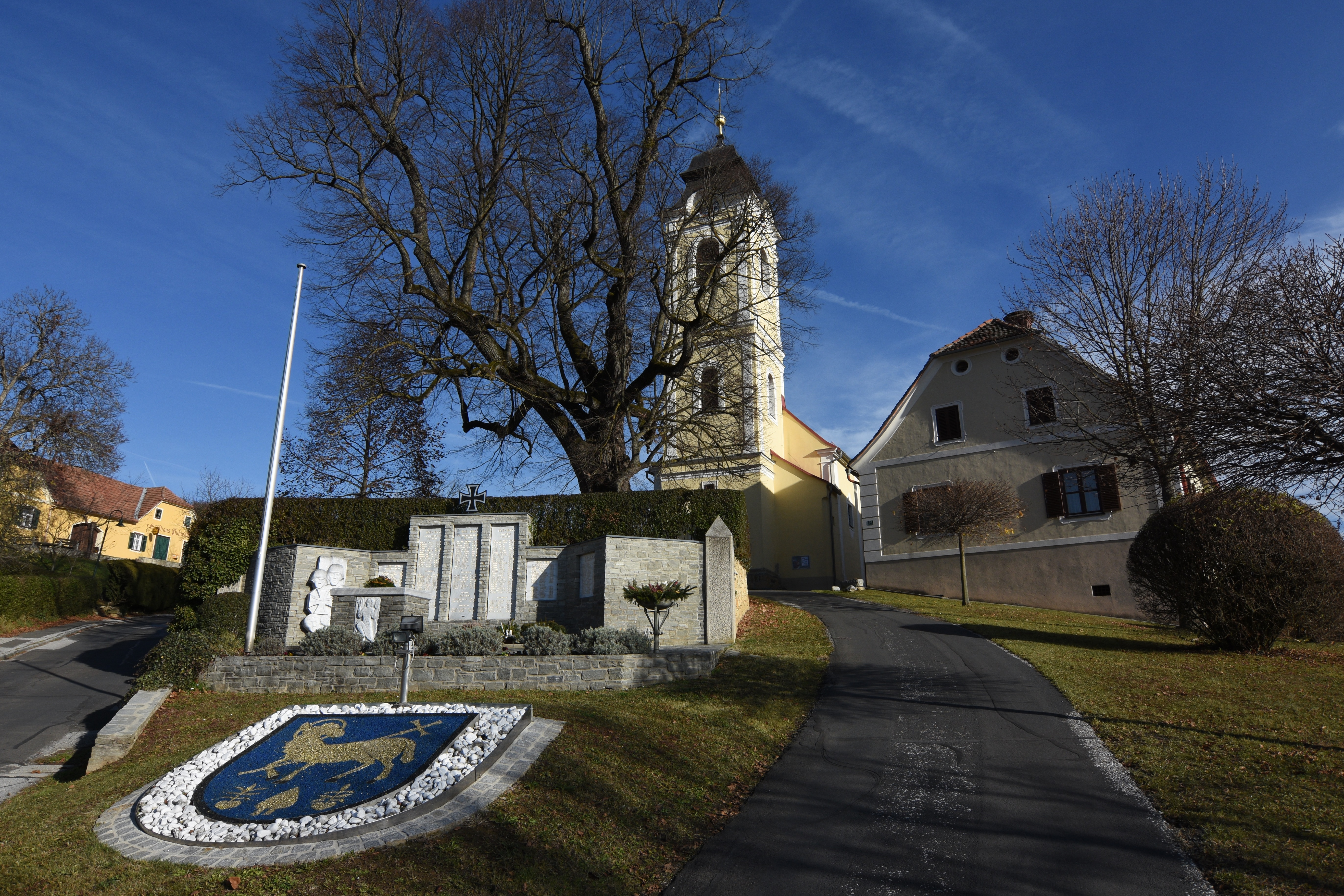
Kriegerdenkmal

Im Zweiten Weltkrieg kamen die Kampfhandlungen im Mai 1945 knapp vor Erreichen der Gemeinde zum Stillstand. Durch die häufigen Verwüstungen gibt es in Sankt Johann in der Haide kaum historische Bauten und Schätze. Lediglich die Bauten der beiden letzten Jahrhunderte sind erhalten, diese wurde aber umso aufwändiger gepflegt. Gewerbebetriebe siedelten sich erst seit 1945 an.
1770 lebten 258 Menschen in Sankt Johann, im Jahr 1846 waren es 307. Im Jahr 1849 wurde Sankt Johann in der Haide eine selbständige Gemeinde. Im Jahr 1969 wurde die Gemeinde um die Orte Schölbing und Unterlungitz vergrößert.

### Schölbing
Schölbing ist eine planmäßige Dorfanlage aus der Kolonisationszeit. Es wird erstmals im Jahr 1252 als Schelleborn urkundlich erwähnt. Der Name bedeutet „bei den Hirtenhütten“, was darauf hindeutet, dass das Gebiet ursprünglich als Weideland genutzt wurde.

### Unterlungitz
Die planmäßige Siedlung Unterlungitz wird erstmals im Jahr 1330 als Nider Lunkawitz urkundlich erwähnt. 1850 wurde die Gemeinde selbständig. Sie zeichnete sich durch ihr gut entwickeltes Vereinsleben aus.

### Bevölkerungsentwicklung
| Sankt Johann in der Haide: Einwohnerzahlen von 1869 bis 2024 | Sankt Johann in der Haide: Einwohnerzahlen von 1869 bis 2024 | Sankt Johann in der Haide: Einwohnerzahlen von 1869 bis 2024 | Sankt Johann in der Haide: Einwohnerzahlen von 1869 bis 2024 | Sankt Johann in der Haide: Einwohnerzahlen von 1869 bis 2024 |
| ------------------------------------------------------------ | ------------------------------------------------------------ | ------------------------------------------------------------ | ------------------------------------------------------------ | ------------------------------------------------------------ |
| Jahr                                                         |                                                              |                                                              |                                                              | Einwohner                                                    |
| 1869                                                         | 1869                                                         |                                                              | 1.366                                                        | 1.366                                                        |
| 1880                                                         | 1880                                                         |                                                              | 1.478                                                        | 1.478                                                        |
| 1890                                                         | 1890                                                         |                                                              | 1.488                                                        | 1.488                                                        |
| 1900                                                         | 1900                                                         |                                                              | 1.508                                                        | 1.508                                                        |
| 1910                                                         | 1910                                                         |                                                              | 1.588                                                        | 1.588                                                        |
| 1923                                                         | 1923                                                         |                                                              | 1.547                                                        | 1.547                                                        |
| 1934                                                         | 1934                                                         |                                                              | 1.492                                                        | 1.492                                                        |
| 1939                                                         | 1939                                                         |                                                              | 1.428                                                        | 1.428                                                        |
| 1951                                                         | 1951                                                         |                                                              | 1.481                                                        | 1.481                                                        |
| 1961                                                         | 1961                                                         |                                                              | 1.410                                                        | 1.410                                                        |
| 1971                                                         | 1971                                                         |                                                              | 1.568                                                        | 1.568                                                        |
| 1981                                                         | 1981                                                         |                                                              | 1.620                                                        | 1.620                                                        |
| 1991                                                         | 1991                                                         |                                                              | 1.705                                                        | 1.705                                                        |
| 2001                                                         | 2001                                                         |                                                              | 1.917                                                        | 1.917                                                        |
| 2011                                                         | 2011                                                         |                                                              | 1.996                                                        | 1.996                                                        |
| 2021                                                         | 2021                                                         |                                                              | 2.223                                                        | 2.223                                                        |
| 2024                                                         | 2024                                                         |                                                              | 2.265                                                        | 2.265                                                        |
| Quelle(n): Statistik Austria, Gebietsstand 1.1.2021          |                                                              |                                                              |                                                              |                                                              |

## Kultur und Sehenswürdigkeiten

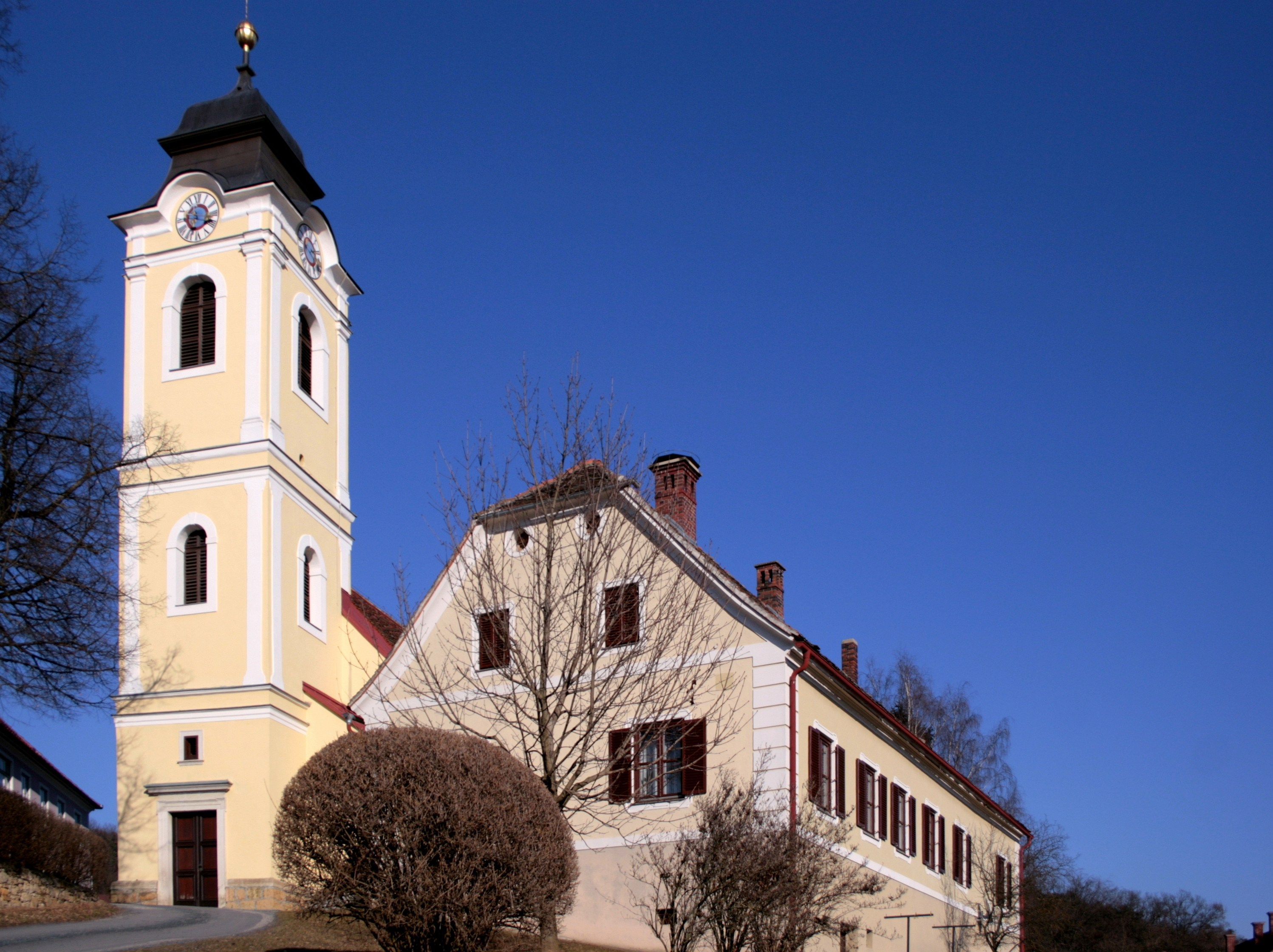
Die Kirche in St. Johann.

- Pfarrkirche Sankt Johann in der Haide
- Kath. Filialkirche Mariae Opferung in Schölbing
- Im Zentrum von Sankt Johann befindet sich das Johannisbründl.
- In Sankt Johann in der Haide befindet sich ein Soldatenfriedhof aus dem Zweiten Weltkrieg.

## Wirtschaft und Infrastruktur

### Ansässige Unternehmen
Zahlreiche große Unternehmen haben sich im Industrie- und Gewerbegebiet Sankt Johann in der Haide an der Autobahnabfahrt Hartberg angesiedelt.

### Verkehr

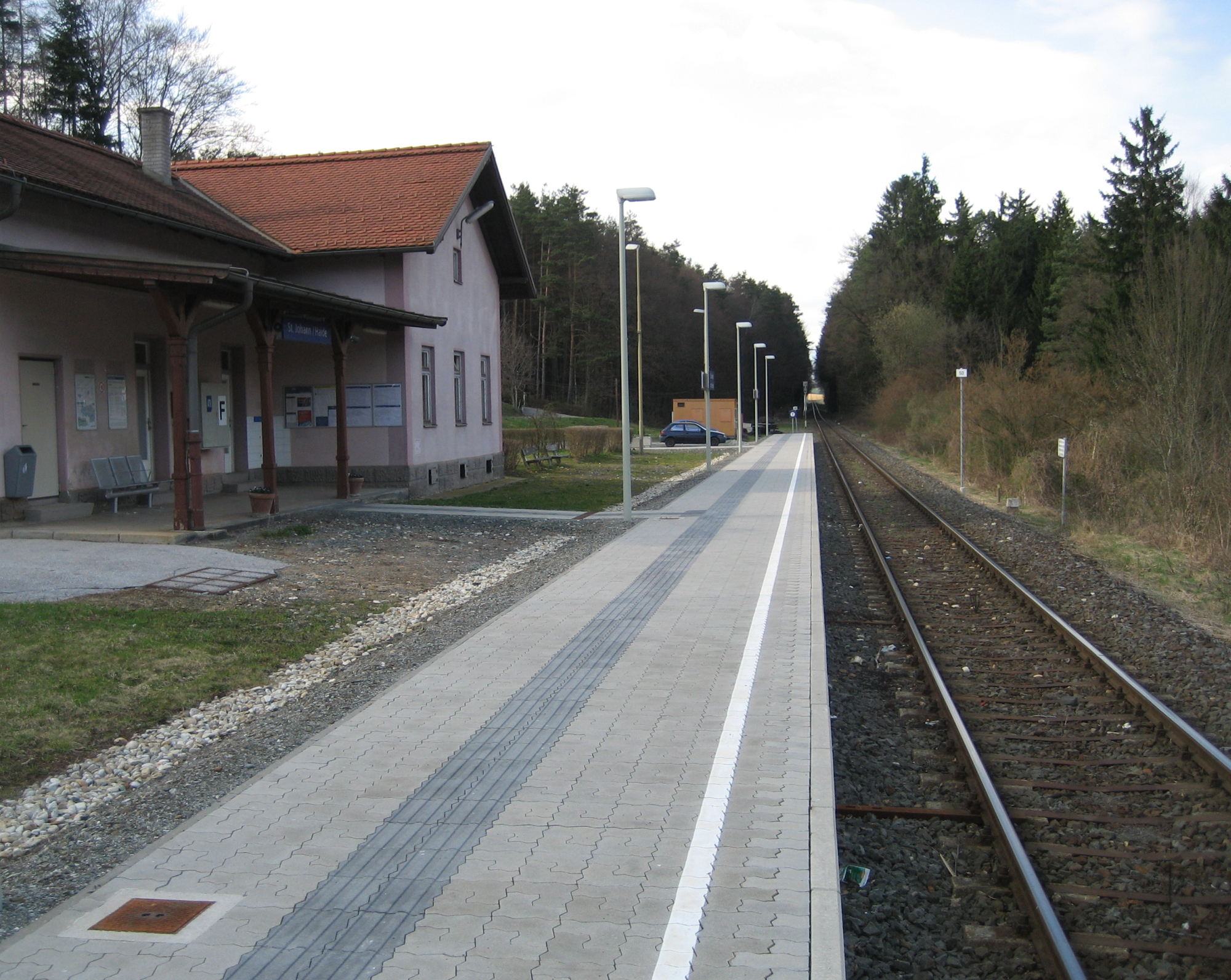
Haltestelle St. Johann in der Haide

Sankt Johann in der Haide ist sehr verkehrsgünstig gelegen. Durch das Gemeindegebiet verläuft die Süd Autobahn A 2 von Wien nach Graz. Sie kann über die im Gemeindegebiet gelegene Anschlussstelle Hartberg (exit 115) erreicht werden. Die weiters im Gemeindegebiet gelegene Anschlussstelle „Lafnitztal“ (exit 111) ist nur vom Burgenland aus erreichbar. Die Burgenland Straße B 50 von Hartberg nach Oberwart führt direkt durch St. Johann.
Die Thermenbahn verläuft direkt durch das Gemeindegebiet und ist über die Haltestelle „St. Johann in der Haide“ erreichbar. Hier bestehen zweistündliche Verbindungen der ÖBB nach Wien und über Hartberg nach Graz.
Die nächstgelegenen größeren Flughäfen wie Graz-Thalerhof und Wien-Schwechat sind über die Autobahn bzw. mit der Bahn schnell und bequem zu erreichen (Thalerhof in rund 45 Minuten und Schwechat in rund 75 Minuten).

### Bildung

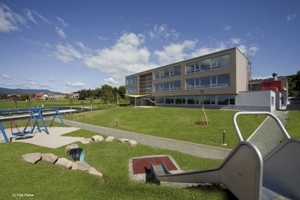
Gebäude der Volksschule St. Johann in der Haide

In Sankt Johann in der Haide befindet sich eine neue Volksschule. Die weiterführenden Schulen befinden sich in Hartberg. Die Musikschule Hartberg betreut auch die Gemeinde St. Johann in der Haide.

## Politik
Der Gemeinderat besteht aus 15 Mitgliedern. Nach dem Ergebnis der Gemeinderatswahl 2020 setzt sich dieser wie folgt zusammen:
- 9 Mandate SPÖ,
- 6 Mandate ÖVP

| Partei                            | 2020             | 2020             | 2020             | 2015             | 2015             | 2015             | 2010             | 2010             | 2010             | 2005             | 2005             | 2005             | 2000             | 2000             | 2000             | 1995             | 1995             | 1995             | 1990             | 1990             | 1990             |
| Partei                            | Stimmen          | %                | M.               | St.              | %                | M.               | St.              | %                | M.               | St.              | %                | M.               | St.              | %                | M.               | St.              | %                | M.               | St.              | %                | M.               |
| --------------------------------- | ---------------- | ---------------- | ---------------- | ---------------- | ---------------- | ---------------- | ---------------- | ---------------- | ---------------- | ---------------- | ---------------- | ---------------- | ---------------- | ---------------- | ---------------- | ---------------- | ---------------- | ---------------- | ---------------- | ---------------- | ---------------- |
| SPÖ                               | 792              | 62,26            | 9                | 824              | 62               | 10               | 763              | 59               | 9                | 814              | 62               | 10               | 694              | 59               | 10               | 423              | 36               | 6                | 340              | 30               | 5                |
| ÖVP                               | 480              | 37,74            | 06               | 361              | 27               | 04               | 533              | 41               | 6                | 472              | 36               | 05               | 331              | 28               | 04               | 427              | 37               | 6                | 504              | 44               | 7                |
| FPÖ                               | nicht kandidiert | nicht kandidiert | nicht kandidiert | 152              | 11               | 01               | nicht kandidiert | nicht kandidiert | nicht kandidiert | 036              | 03               | 0                | 051              | 04               | 0                | 124              | 11               | 1                | 040              | 04               | 0                |
| Wirtschaftsliste                  | nicht kandidiert | nicht kandidiert | nicht kandidiert | nicht kandidiert | nicht kandidiert | nicht kandidiert | nicht kandidiert | nicht kandidiert | nicht kandidiert | nicht kandidiert | nicht kandidiert | nicht kandidiert | 100              | 09               | 01               | 139              | 12               | 2                | nicht kandidiert | nicht kandidiert | nicht kandidiert |
| Bürgerinitiative                  | nicht kandidiert | nicht kandidiert | nicht kandidiert | nicht kandidiert | nicht kandidiert | nicht kandidiert | nicht kandidiert | nicht kandidiert | nicht kandidiert | nicht kandidiert | nicht kandidiert | nicht kandidiert | nicht kandidiert | nicht kandidiert | nicht kandidiert | 046              | 04               | 0                | 128              | 11               | 2                |
| Altenberg-Schölbinger Heimatliste | nicht kandidiert | nicht kandidiert | nicht kandidiert | nicht kandidiert | nicht kandidiert | nicht kandidiert | nicht kandidiert | nicht kandidiert | nicht kandidiert | nicht kandidiert | nicht kandidiert | nicht kandidiert | nicht kandidiert | nicht kandidiert | nicht kandidiert | nicht kandidiert | nicht kandidiert | nicht kandidiert | 89               | 08               | 1                |
| Namensliste Paar Josef            | nicht kandidiert | nicht kandidiert | nicht kandidiert | nicht kandidiert | nicht kandidiert | nicht kandidiert | nicht kandidiert | nicht kandidiert | nicht kandidiert | nicht kandidiert | nicht kandidiert | nicht kandidiert | nicht kandidiert | nicht kandidiert | nicht kandidiert | nicht kandidiert | nicht kandidiert | nicht kandidiert | 34               | 03               | 0                |
| Wahlberechtigte                   | 1.876            | 1.876            | 1.876            | 1.763            | 1.763            | 1.763            | 1.626            | 1.626            | 1.626            | 1.537            | 1.537            | 1.537            | 1.352            | 1.352            | 1.352            |                  |                  |                  |                  |                  |                  |
| Wahlbeteiligung                   | 68,92 %          | 68,92 %          | 68,92 %          | 77 %             | 77 %             | 77 %             | 82 %             | 82 %             | 82 %             | 87 %             | 87 %             | 87 %             | 89 %             | 89 %             | 89 %             | 92 %             | 92 %             | 92 %             | 96 %             | 96 %             | 96 %             |

Bürgermeister
- seit 1995 Günter Müller (SPÖ)[8]

### Wappen
Am 19. Februar 1989 wurde der Gemeinde Sankt Johann in der Haide von der Steiermärkischen Landesregierung das Gemeindewappen verliehen.
Blasonierung: „In Blau über zwei goldenen Lebensbäumen, die eine aufrechte goldene Pflugschar beseiten, golden ein widersehendes nimbiertes Lamm, das mit dem rechten Vorderfuß einen schrägrechten Kreuzstab hält.“

## Söhne und Töchter der Gemeinde
- Werner Kogler (* 1961), österreichischer Politiker (Die Grünen) und Volkswirt

## Verbundene Personen
- Claudia Reiterer ORF-Mitarbeiterin, wuchs in Sankt Johann in der Haide auf